# Istrehågan
Istrehågan er en gravplads fra jernalderen i Tjølling på grænsen mellem Larvik og Sandefjord i Vestfold i Norge. Stensætningerne stammer fra mellem 400-600 e.Kr. Oldtidsmindet er automatisk fredet efter kulturminneloven.
Kulturmindet består af tre stensætninger og to store skibssætninger, den største er 25 meter lang og består af 18 rejste sten. I gravene er der, bortset fra menneske- og dyreknogler, fundet bjørneklør, en nål, spillebrikker af ben, jernnagler, keramik og en dekoreret benkam.
Stednavnet har uvis betydning, men Istra er en å i området, og det første led, Istra-, kan derfor være et elvnavn af uvis betydning. Istros (græsk Ιστρος) var en flodgud i Skythien og det nordøstlige Europa, forbundet med Donaus nedre løb i dagens Rumænien. I antikken var Donaus nedre løb kendt som Ister eller Hister.
Gården Istre har navn efter åen Istra, der løber mod syd. Istre er en meget gammel gård, som gennem århundrederne har udskilt en række yngre gårde. Mellem Istre-gårdene ligger Vestad (Ve- = fredhelligt sted), hvor der er fundet et sjældent romersk sværd.
Arkæologen Elizabeth Skjelsvik foretog udgravninger af Istrehågan 1959-62, hvorefter anlægget blev rekonstrueret, som man mente, det oprindelig havde set ud. Nærliggende fund stammer fra bosætninger i kortere og længere perioder gennem både stenalderen og bronzealderen.
I nyere tid er der mistanke om, at oldtidsmindet bruges til ofring af dyr.